# Lilla Djäknasjön
Lilla Djäknasjön är en sjö i Karlsborgs kommun i Västergötland och ingår i Motala ströms huvudavrinningsområde.